# Paroisse de Denmark
Pour les articles homonymes, voir Denmark.
La paroisse de Denmark est à la fois une paroisse civile et un ancien district de services locaux (DSL) canadien du comté de Victoria, située à l'ouest du Nouveau-Brunswick. Fondée en 1872 par des Danois, la paroisse possède la principale population d'origine danoise au Nouveau-Brunswick et la plus ancienne au Canada. Certaines personnes parlent toujours le danois. Dans le cadre de la réforme de la gouvernance locale du 1er janvier 2023, le DSL a été annexé au district rural de la Vallée-de-l'Ouest.

## Toponyme
La paroisse de Denmark est nommée ainsi d'après son village de New Denmark, fondé en 1872 par des immigrants danois. New Denmark s'appelait à l'origine Hellerup.

## Géographie

### Situation
La paroisse de Denmark est située à environ 76 kilomètres de route au sud-est d'Edmundston, dans le comté de Victoria. La paroisse est bordée par le fleuve Saint-Jean au sud-ouest.
La paroisse est limitrophe de la réserve indienne de Tobique 20 et de la paroisse de Perth au sud, de la paroisse de Gordon au sud-est, de la paroisse de Lorne à l'est, de la paroisse de Saint-Quentin – dans le comté de Restigouche – au nord et de la paroisse de Drummond à l'ouest. La paroisse de Grand-Sault se trouve au sud-ouest, au-delà du fleuve. Le village d'Aroostook, lui aussi sur la rive opposée du fleuve, n'est distant que d'environ un kilomètre au sud-ouest. Les villes les plus proches sont Perth-Andover à 38 km au sud, Plaster Rock à 22 km au sud-est, et Grand-Sault à 14 km au nord-ouest; le village de Drummond se trouve entre les deux
La paroisse de Denmark est généralement considérée comme faisant partie de l'Acadie.

### Hameaux et lieux-dits
La paroisse comprend les hameaux de Bell Grove, Blue Bell Corner, Currie Road, Foley Brook, Hazeldean, Lake Edward, Lerwick, Lower Portage, Medford, New Denmark (Nouveau-Danemark), New Denmark Corner, New Denmark Station, North Tilley, Salmonhurst Corner et South Tilley.

## Histoire
Salmonhurst est fondé par des Américains. Ranger Settlement est fondé en 1819 par un régiment britannique démobilisé, le West India Rangers.
En 1872, le gouvernement du Nouveau-Brunswick fait adopter la Free Grant Act, dans le but d'attirer des immigrants dans les régions inhabitées afin de rendre la production alimentaire auto-suffisante. La paroisse est arpentée la même année et le capitaine S.S. Heller fait venir une trentaine de Danois à Nouveau-Danemark (New Denmark) en juin; ceux-ci logent à la Emigrant House, le premier établissement danois permanent au Canada. La population est à l'origine luthérienne mais désapprouve le pasteur; Niels Mikkelsen, un prêtre anglican envoyé du Danemark en 1875, le remplace mais a la permission durant vingt ans de conserver la confession luthérienne et de célébrer la messe en danois. L'église St. Ansgar est inaugurée en 1884.
L'économie du village, d'abord centrée sur la culture des patates, se tourne vers l'élevage de vaches laitières au début du XXe siècle. Plusieurs Danois s'établissent par la suite à Saint-Jean, où ils forment désormais une bonne partie de la communauté danoise de cette ville.
Une communauté de l'église évangélique luthérienne unie du Canada est fondée à Nouveau-Danemark en 1905 et l'église St. Peter's ouvre ses portes en 1917 face à l'église anglicane St. Ansgar's; d'abord opposées, les deux communautés vivent désormais en harmonie.
L'université populaire Danabyrd est fondée en 1928 mais ferme ses portes moins d'une décennie plus tard.
Le hameau de Lerwick est fondé par des Écossais des îles Shetland venus travailler sur le chantier du chemin de fer New Brunswick & Canada. Le hameau de Tilley est fondé en 1873 grâce à la Free Grants Act (Loi sur les concessions gratuites) et peuplé par des Écossais, des Irlandais et des Acadiens des environs.
La municipalité du comté de Victoria est dissoute en 1966. La paroisse de Denmark devient un district de services locaux en 1967.

## Démographie
(juillet 2016).
Les familles de Denmark sont d'origines variées; à noter qu'une partie de la population déclare plusieurs origines. Les Anglais comptent pour 40,5 %, les Acadiens et autres peuples d'origine française pour 37,4 %, les Danois pour 20,4 %, les Irlandais pour 16,7 %, les Écossais pour 10,4 %, les Amérindiens pour 4,8 % et les Allemands pour 3,0 %. De plus, 43,5 % de la population se définit comme canadienne.
La langue maternelle est le français chez 24,3 % des habitants, l'anglais chez 70,6 % et les deux langues chez 0,6 % alors que 4,5 % sont allophones, notamment danois. Les deux langues officielles sont comprises par 36,3 % de la population alors que 0,9 % des habitants sont unilingues francophones, que 62,5 % sont unilingues anglophones et que 0,0 % ne connaissent ni l'anglais ni le français. Le français est parlé à la maison par 17,0 % des gens, l'anglais par 81,2 %, les deux langues officielles par 0,9 % et une langue non officielle seule par 1,2 %. Le français est utilisé au travail par 20,3 % des travailleurs et l'anglais par 77,8 % alors que 2,5 % des travailleurs utilisent les deux langues officielles.
| 2001  | 2006  | 2011  | 2016  |
| ----- | ----- | ----- | ----- |
| 1 833 | 1 688 | 1 592 | 1 471 |

| 2021  | - | - | - |
| ----- | - | - | - |
| 1 424 | - | - | - |

## Économie
Entreprise Grand-Sault, membre du Réseau Entreprise, a la responsabilité du développement économique.

## Administration

### Comité consultatif
En tant que district de services locaux, Denmark est en théorie administré directement par le Ministère des Gouvernements locaux du Nouveau-Brunswick, secondé par un comité consultatif élu composé de cinq membres dont un président. Il n'y a actuellement aucun comité consultatif.

### Commission de services régionaux
La paroisse de Denmark fait partie de la Région 1, une commissions de services régionaux (CSR) devant commencer officiellement ses activités le 1er janvier 2013. Contrairement aux municipalités, les DSL sont représentés au conseil par un nombre de représentants proportionnels à leur population et leur assiette fiscale. Ces représentants sont élus par les présidents des DSL mais sont nommés par le gouvernement s'il n'y a pas assez de présidents en fonction. Les services obligatoirement offerts par les CSR sont l'aménagement régional, l'aménagement local dans le cas des DSL, la gestion des déchets solides, la planification des mesures d'urgence ainsi que la collaboration en matière de services de police, la planification et le partage des coûts des infrastructures régionales de sport, de loisirs et de culture; d'autres services pourraient s'ajouter à cette liste.

### Chronologie municipale

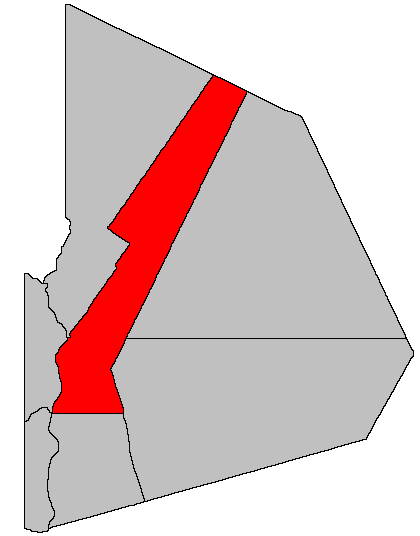
Situation sur une carte des paroisses civiles du comté de Victoria (certains DSL et municipalités ne sont donc pas montrés).

### Représentation et tendances politiques
Nouveau-Brunswick: Denmark fait partie de la circonscription provinciale de Victoria-Tobique, qui est représentée à l'Assemblée législative du Nouveau-Brunswick par Wes McLean, du Parti progressiste-conservateur. Il fut élu en 2010.
 Canada: Denmark fait partie de la circonscription électorale fédérale de Tobique—Mactaquac, qui est représentée à la Chambre des communes du Canada par Michael Allen, du Parti conservateur. Il fut élu lors de la 39e élection générale, en 2006, et réélu en 2008.

## Vivre dans la paroisse de Denmark
L'église St. Ansgar's de New Denmark et l'église St. George's de Lake Edward sont des églises anglicanes. L'église St. Joseph de Tiley et l’église Assumption de Blue Bell sont des églises catholiques romaines faisant partie du diocèse d'Edmundston.
Nouveau-Danemark compte un bureau de poste. Le détachement de la Gendarmerie royale du Canada le plus proche est à Grand-Sault.
Les francophones bénéficient du quotidien L'Acadie nouvelle, publié à Caraquet, ainsi qu'à l'hebdomadaire L'Étoile, de Dieppe. Ils ont aussi accès à l'hebdomadaire La Cataracte, de Grand-Sault, et aux hebdomadaires Le Madawaska et La République, d'Edmundston. Les anglophones bénéficient des quotidiens Telegraph-Journal, publié à Saint-Jean, et The Daily Gleaner, publié à Fredericton. Ils ont à l'hebdomadaire Victoria Star, publié à Grand-Sault.

## Culture

### Culture danoise

Le drapeau danois.

La culture danoise est toujours vivante dans la paroisse. Le Danebrog (drapeau danois) est visible devant plusieurs résidences, les pâtisseries sont toujours populaires, le restaurant Valhalla sert de la cuisine danoise et la population célèbre le réveillon de Noël. Les messes en danois cessent d'êtres célébrées en 1911 chez les anglicans et en 1960 chez les luthériens mais un hymne danois est toujours de mise.
La société historique de Nouveau-Danemark, fondée en 1959 et installée dans l'ancienne Emmigrant House, gère un musée; elle organise aussi le jour des Fondateurs (Founder's Day) le 19 juin, qui comprend une parade, des discours, de la danse folklorique et un banquet.

### Architecture et monuments
La Concession des immigrants danois est un site historique provincial.

### Dans la culture
Le livre Cathrine og Valdemar. Et udvandrerpars skæbne skildret gennem breve (littéralement Catherine et Valdemar: le destin d'un couple d'immigrants illustré par des lettres""), publié en 1975, relate la vie de famille de Rosa Hansen au Nouveau-Danemark.